# International Society for Stereology & Image Analysis
Die International Society for Stereology & Image Analysis (ISSIA) ist eine internationale wissenschaftliche Gesellschaft mit dem Ziel, die Entwicklung und Verbreitung von Wissen in Stereologie und Bildanalyse in einer Vielzahl von Disziplinen zu fördern. Sie wurde 1962 gegründet. Die Gesellschaft hat ihren Sitz derzeit in der Tschechischen Republik. Der frühere Name (bis 2017) lautete International Society for Stereology.
Die offizielle Zeitschrift der Gesellschaft ist Image Analysis & Stereology (früher bekannt als Acta Stereologica).